# Калоев, Хасан Бекович
Хасан Бекович Калоев (род.21 июля 1961, г. Орджоникидзе, Северо-Осетинская АССР) — российский военачальник, генерал-лейтенант, первый заместитель начальника Объединённого штаба Организации Договора о коллективной безопасности (с августа 2018).

## Образование
- Орджоникидзевское высшее общевойсковое командное училище (1983)
- Военная академия им. М. В. Фрунзе (1993)
- Военная академия Генерального штаба Вооружённых сил РФ (2004)

## Военная служба
С 1983 по 1986 год — командир разведывательного взвода разведывательной роты танкового полка мотострелковой дивизии в Центральной группе войск в Чехословакии.
С 1986 по 1990 год — командир комендантской роты и заместитель командира мотострелкового батальона в Забайкальском военном округе.
С 1993 по 2002 год — проходил службу в Северо-Кавказском военном округе в должностях командира мотострелкового батальона, заместителя командира мотострелкового полка, командира мотострелкового полка и заместителя командира мотострелковой дивизии.
С 2004 по 2008 год — командир 34-й мотострелковой дивизии 2-й гвардейской общевойсковой армии Приволжско-Уральского военного округа.
Воинское звание «генерал-майор» присвоено 12 февраля 2005 года.
С 2008 по 2009 год — начальник штаба - первый заместитель командующего 2-й гвардейской общевойсковой армии Приволжско-Уральского военного округа.
С 2009 по 2010 год — временно исполняющий обязанности командующего 2-й гвардейской общевойсковой армии Приволжско-Уральского военного округа.
С 2010 по 2013 год — начальник штаба - первый заместитель командующего 35-й общевойсковой армией Восточного военного округа.
С 2013 по 2016 год — командующий 41-й общевойсковой армией Центрального военного округа.
С октября 2015 года был представителем в Совместном центре по контролю и координации вопросов прекращения огня и стабилизации линии разграничения сторон на Донбассе.
С 2016 по 2018 год — заместитель командующего войсками Центрального военного округа.
С 2017 по 2018 год выполнял специальные задачи в Сирийской Арабской Республике.
С 2018 года - первый заместитель начальника Объединённого штаба Организации Договора о коллективной безопасности – начальник Центра планирования применения и подготовки Войск (Коллективных сил) Организации Договора о коллективной безопасности.
Женат. Воспитывает двух дочерей и сына.

## Награды
- Орден «За заслуги перед Отечеством» 4 степени с мечами[5] - за мужество, отвагу и самоотверженность, проявленные при исполнении воинского долга.
- Орден Жукова[8]
- Орден Мужества[9]
- Орден «За военные заслуги»[9]
- Орден «За службу Родине в Вооружённых Силах СССР» 3 степени[9]
- Медаль ордена «За заслуги перед Отечеством» 2 степени[9]
- Медаль Жукова[9]
- Юбилейная медаль «60 лет Победы в Великой Отечественной войне 1941—1945 гг.»[9]
- Медаль «70 лет Вооружённых сил СССР»[9]
- Ведомственные награды Министерства обороны РФ[9]
- Именным огнестрельным оружием
- общественные награды, в т.ч.
  - Медаль «Маршал Советского Союза Жуков» от Постоянного Президиума Съезда народных депутатов СССР